# Sevar van Bulgarije
Sevar was van ca. 738 tot 753 kan van Bulgarije en was de laatste heerser van de Doelo-dynastie.

## Context
Sinds het Byzantijns-Bulgaars Verdrag van 716 heerste tussen de beide landen vrede. Na de dood van Sevar ontstond er een clanstrijd in het Bulgaarse Rijk. De Byzantijnse keizer Constantijn V maakte van de situatie gebruik om de Byzantijns-Bulgaarse oorlogen te hervatten.